# Nessetal
Nessetal é um município da Alemanha, situado no distrito de Gota, no estado da Turíngia. Tem 91,53 km² de área, e sua população em 2019 foi estimada em 7.939 habitantes. Foi formado em 1 de janeiro de 2019 após a fusão dos antigos municípios de Ballstädt, Brüheim, Bufleben, Friedrichswerth, Goldbach, Haina, Hochheim, Remstädt, Wangenheim, Warza e Westhausen.